# Duplachionaspis berlesii
Duplachionaspis berlesii är en insektsart som först beskrevs av Leonardi 1898.  Duplachionaspis berlesii ingår i släktet Duplachionaspis och familjen pansarsköldlöss. Inga underarter finns listade i Catalogue of Life.